# کرمک، سودان
کرمک (به عربی: الکرمک) یک منطقهٔ مسکونی در سودان است که در نیل آبی واقع شده‌است. کرمک ۱۱۰٬۸۱۵ نفر جمعیت دارد.